# Wilhelm Ehm
Wilhelm Ehm (Pula, 30. kolovoza 1918. – Rostock, 9. kolovoza 2009.), veteran Wehrmachta iz 2. svjetskog rata i istočnonjemački admiral, zamjenik ministra narodne obrane Njemačke Demokratske Republike i načelnik Narodne mornarice (Volksmarine).